# Dekanat podkarpacki
Dekanat podkarpacki – dekanat diecezji krakowsko-częstochowskiej Kościoła Polskokatolickiego w RP, obejmujący swoim zasięgiem niemal cały obszar województwa podkarpackiego. Siedziba dekanatu znajduje się w Sanoku.

## Parafie dekanatu podkarpackiego
- parafia Najświętszego Serca Pana Jezusa w Bażanówce, proboszcz: ks. dziek. mgr Andrzej Pastuszek
- parafia Najświętszego Serca Pana Jezusa w Jaćmierzu, proboszcz: ks. mgr Jerzy Uchman
- parafia Przemienienia Pańskiego w Jastkowicach, p.o. proboszcz: ks. mgr Waldemar Mroczkowski
- parafia Dobrego Pasterza w Łękach Dukielskich, proboszcz: ks. mgr Roman Jagiełło
- parafia Matki Bożej Różańcowej w Sanoku, proboszcz: ks. dziek. mgr Andrzej Pastuszek